# کلیسای مریم مجدلیه مقدس، ریگا
کلیسای مریم مجدلیه مقدس (لتونیایی: Svētās Marijas Magdalēnas Romas katoļu baznīca un klosteris) یک کلیسای کاتولیک رومی در ریگا، پایتخت لتونی است.
این کلیسا به نام مریم مجدلیه، از جمله همراهان عیسی نامگذاری شده است.